# Arminia Hannover
Arminia Hannover is een Duitse sportclub uit Hannover. De club is het meest bekend vanwege zijn voetbalafdeling maar is ook in andere sporten actief.

## Geschiedenis

### Arminia als topclub
De club werd in 1910 opgericht als FC Arminia Hannover. Pas in 1912 had de club een eigen terrein en dat jaar sloot Arminia zich aan bij de Noord-Duitse voetbalbond. Elke club in Hannover had een kleur ter beschikking voor de tenues. Arminia had een zilverkleur en nadat BV Hannovera 1898 fusioneerde met Hannoverschen Fussball-Clubs von 1896 om zo Hannover 96 te vormen kwam het blauw van Hannovera terug vrij en Arminia koos nu voor de blauwe clubkleuren waarin ze nog steeds spelen. In 1918 fusioneerde de club met Rugby-Verein Merkur en werd zo SV Arminia-Merkur. In de herfst van 1921 werd de fusie ongedaan gemaakt en werden beide clubs weer zelfstandig. Arminia nam nu de club SV Arminia aan.
In 1919/20 plaatste de club zich voor de eindronde om de Duitse landstitel nadat ze Noord-Duits kampioen waren. Arminia verloor van FC Titania Stettin in de kwartfinale. In de jaren twintig speelde de club in de Südkreisliga, een van de toenmalige hoogste klassen. Het voetbal was tot 1963 verdeeld over regionale kampioenschappen in Duitsland. In 1921/22 werd Arminia kampioen en plaatste zich voor de eindronde van Noord-Duitsland met zeven teams waar Arminia gedeeld vijfde werd. Ook het volgende seizoen plaatste de club zich voor de eindronde die nu in bekervorm beslecht werd. Arminia gaf Werder Bremen een veeg uit de pan (6-1), maar werd in de volgende ronde zelf gewipt door Union Altona (4-3). In 1923/24 waren er twee groepen in de Südkreisliga en als groepswinnaar nam Arminia het op tegen Eintracht Braunschweig, maar verloor met 2-6. De club plaatste zich wel voor de eindronde van het Noord-Duitse kampioenschap en werd hierin door Komet Bremen verslagen. Ook het volgende seizoen verloor de club van Braunschweig in de regionale finale (0-1), en nam in de eindronde wraak op Komet Bremen en plaatste zich voor de groepsfase waarin het vierde werd. In 1925/26 won Arminia de regionale finale van Hannoverscher SC 02 en schakelde daarna Werder Bremen uit. In de groepsfase werd de club derde.
De volgende twee seizoenen moest de club genoegen nemen met een tweede plaats achter Hannover 96 en plaatste zich in 1929/30 wel weer voor de eindronde en werd vicekampioen achter Holstein Kiel. Hierdoor mocht de club voor de tweede keer deelnemen aan de eindronde om het Duitse landskampioenschap. Arminia werd in de eerste ronde met 6-2 verslagen door Schalke 04.
Twee jaar later werd Arminia opnieuw kampioen en schakelde in de eindronde Polizei Lübeck en Altona 93 uit alvorens derde te worden in de groepsfase. Ook het volgende seizoen werd de club kampioen en in de eindronde waren er nu vier groepen van vier clubs waar Arminia groepswinnaar werd en zich plaatste voor de finalegroep waar de vierde plaats behaald werd.
In 1932/33 herhaalde de club dit scenario onder leiding van de Engelse trainer William Townley, maar eindigde deze keer op een gedeelde tweede plaats achter HSV. Arminia won in een barrage van Eimsbütteler TV en plaatste zich opnieuw voor de eindronde om de Duitse titel. In de achtste finale versloeg de club nog Dresdner SC, maar werd dan in de kwartfinale verslagen door Fortuna Düsseldorf.
Na dit seizoen werd de competitie grondig hervormd nadat de nazi's aan de macht kwamen. De Gauliga werd ingevoerd als hoogste klasse en Arminia speelde in de Gauliga Niedersachsen. Werder Bremen en Hannover 96 domineerden de competitie. Arminia eindigde de eerste jaren nog in de top drie, maar zakte weg naar de middenmoot. In 1939 eindigde de club zelfs op een degradatieplaats, maar werd gered na aanhoudende protesten. De volgende jaren eindigde de club terug in de betere middenmoot.
Na de Tweede Wereldoorlog lag de competitie tijdelijk stil. De Gauliga werd vervangen door de Oberliga, die nog uit vijf reeksen bestond en Arminia ging van start in de Oberliga Nord in 1947. Arminia eindigde in het eerste seizoen op een zesde plaats, terwijl stadsrivaal Hannover 96 degradeerde. Na één seizoen keerde 96 terug en eindigde meestal boven Arminia de volgende jaren. In 1956 werd de club derde met één punt achterstand op 96. Het volgende seizoen degradeerde de club en verliet voor het eerst in het bestaan de hoogste reeks. In 1959 bereikte de club de finale om het Duitse amateurkampioenschap, maar verloor daarin van FC Singen 04. In 1962 promoveerde de club terug naar de Oberliga en speelde voor de laatste keer in de hoogste klasse en werd tiende op zestien clubs.

### Arminia in lagere reeksen
Na dit seizoen werden de vijf Oberliga's vervangen door de Bundesliga, die nog maar uit één reeks bestond zoals in alle landen. Arminia plaatste zich hier niet voor en werd het volgende seizoen ingedeeld in de Regionalliga Nord, een van de vijf nieuwe competities die nu het tweede niveau waren. De volgende seizoenen speelde de club in de subtop en in 1967 en 1968 werd de club kampioen en plaatste zich zo voor de eindronde om promotie, maar kon zich niet plaatsen voor de Bundesliga. De club speelde tot 1974 in de Regionalliga. Hierna werd de 2. Bundesliga ingevoerd als nieuwe tweede klasse, die uit twee reeksen bestond. Het merendeel van de clubs uit de Regionalliga moest dus degraderen, waaronder Arminia. De Regionalliga werd afgeschaft en zou pas twintig jaar later terug in het leven geroepen worden. De Oberliga werd nu de derde hoogste klasse. Na twee seizoenen promoveerde Arminia naar de 2. Bundesliga en speelde daar vier seizoenen in de middenmoot alvorens te degraderen naar de Oberliga Nord. De club eindigde meestal in de middenmoot en maakte in 1987 kans op promotie toen ze met één puntje achterstand op SV Meppen vicekampioen werden. Hierna ging het slechter met de club en in 1991 werd Arminia laatste en degradeerde naar de Verbandsliga.
Na enkele jaren begon de club terug aan een opmars en promoveerde in 1997 weer naar de Regionalliga Nord, inmiddels de derde klasse. Arminia eindigde zesde, terwijl Hannover 96 kampioen werd. Na het seizoen 2000 werden de vier Regionalliga's herleid naar twee en enkel de top zes kwalificeerde zich. Arminia degradeerde terug naar de Oberliga Niedersachsen/Bremen. Na 2004 werd het opnieuw Oberliga Nord. In mei 2007 leek het alsof de club failliet ging, maar dat was uiteindelijk niet zo. Arminia kreeg wel geen licentie voor het volgende seizoen en degradeerde naar de Niedersachsenliga West. Het was de eerste keer dat de club in de vijfde klasse speelde. Nadat de 3. Liga ingevoerd werd als nieuwe derde klasse, degradeerde de club zelfs naar de zesde klasse. In 2010 promoveerde de club naar de Oberliga Niedersachsen. Omdat de Oberliga van 20 clubs herleid werd naar 18 volstond een achttiende plaats niet en degradeerde de club opnieuw. In 2014 kon de club weer promoveren.

## Eindklasseringen vanaf 1948
| Seizoen | Competitie                         | Niveau | Eindstand | DFB Pokal | Opmerking                                                                              |
| ------- | ---------------------------------- | ------ | --------- | --------- | -------------------------------------------------------------------------------------- |
| 1947/48 | Oberliga Nord                      | I      | 6         | --        |                                                                                        |
| 1948/49 | Oberliga Nord                      | I      | 10        | --        |                                                                                        |
| 1949/50 | Oberliga Nord                      | I      | 12        | --        |                                                                                        |
| 1950/51 | Oberliga Nord                      | I      | 13        | --        |                                                                                        |
| 1951/52 | Oberliga Nord                      | I      | 9         | --        |                                                                                        |
| 1952/53 | Oberliga Nord                      | I      | 12        |           |                                                                                        |
| 1953/54 | Oberliga Nord                      | I      | 6         | --        | Ligatopscorer ex aequo Fritz Apel (21)                                                 |
| 1954/55 | Oberliga Nord                      | I      | 12        | 1e ronde  | < VfB Stuttgart, 2-4                                                                   |
| 1955/56 | Oberliga Nord                      | I      | 3         | --        |                                                                                        |
| 1956/57 | Oberliga Nord                      | I      | 15        | --        |                                                                                        |
| 1957/58 | Amateuroberliga Niedersachsen-West | II     | 1         | --        | 4e in promotiegroep B                                                                  |
| 1958/59 | Amateuroberliga Niedersachsen-Ost  | II     | 1         | --        | 2e in promotiegroep A; Finalist Duits amateurvoetbalkampioenschap > FC Singen 04: 2-3. |
| 1959/60 | Amateuroberliga Niedersachsen-Ost  | II     | 2         | --        | 3e in promotiegroep A                                                                  |
| 1960/61 | Amateuroberliga Niedersachsen-West | II     | 1         | --        | 2e in promotiegroep B na play-off > Bremer SV, 1-4                                     |
| 1961/62 | Amateuroberliga Niedersachsen-West | II     | 1         | --        | 1e in promotiegroep A                                                                  |
| 1962/63 | Oberliga Nord                      | I      | 9         | --        | niet geplaatst voor de nieuwe Bundesliga                                               |
| 1963/64 | Regionalliga Nord                  | II     | 3         | --        |                                                                                        |
| 1964/65 | Regionalliga Nord                  | II     | 4         | --        |                                                                                        |
| 1965/66 | Regionalliga Nord                  | II     | 6         | --        |                                                                                        |
| 1966/67 | Regionalliga Nord                  | II     | 1         | 1e ronde  | < TSV 1860 München: 1-4; 3e in promotiegroep 1 met 5 clubs                             |
| 1967/68 | Regionalliga Nord                  | II     | 1         | --        | 5e in promotiegroep 1 met 5 clubs                                                      |
| 1968/69 | Regionalliga Nord                  | II     | 5         | 8e finale | < FC Bayern München: 0-1                                                               |
| 1969/70 | Regionalliga Nord                  | II     | 8         | --        |                                                                                        |
| 1970/71 | Regionalliga Nord                  | II     | 14        | 1e ronde  | < Alemannia Aachen: 0-3                                                                |
| 1971/72 | Regionalliga Nord                  | II     | 14        | --        |                                                                                        |
| 1972/73 | Regionalliga Nord                  | II     | 9         | --        |                                                                                        |
| 1973/74 | Regionalliga Nord                  | II     | 9         | --        | niet geplaatst voor de nieuwe 2. Bundesliga                                            |
| 1974/75 | Oberliga Nord                      | III    | 2         | 3e ronde  | < Altona 93: 0-2; 3e in promotiegroep A met Bayer 04 Leverkusen en SG Union Solingen   |
| 1975/76 | Oberliga Nord                      | III    | 1         | --        | 1e in promotiegroep B met SC Herford en SC Union 06 Berlin                             |
| 1976/77 | 2. Bundesliga-Nord                 | II     | 13        | --        |                                                                                        |
| 1977/78 | 2. Bundesliga-Nord                 | II     | 15        | 1e ronde  | < FC Augsburg II: 0-1                                                                  |
| 1978/79 | 2. Bundesliga-Nord                 | II     | 12        | 2e ronde  | < Borussia Mönchengladbach: 1-6                                                        |
| 1979/80 | 2. Bundesliga-Nord                 | II     | 19        | 1e ronde  | < TuS Xanten: 0-1                                                                      |
| 1980/81 | Oberliga Nord                      | III    | 11        | 2e ronde  | < Hamburger SV: 3-7                                                                    |
| 1981/82 | Oberliga Nord                      | III    | 2         | 2e ronde  | < Borussia Mönchengladbach: 1-3; 3e in promotiegroep Noord met 5 clubs                 |
| 1982/83 | Oberliga Nord                      | III    | 9         | 1e ronde  | < Eintracht Trier: 0-2 n.v.                                                            |
| 1983/84 | Oberliga Nord                      | III    | 8         | 1e ronde  | < SpVgg Neu-Isenburg: 1-2                                                              |
| 1984/85 | Oberliga Nord                      | III    | 6         | --        |                                                                                        |
| 1985/86 | Oberliga Nord                      | III    | 9         | --        |                                                                                        |
| 1986/87 | Oberliga Nord                      | III    | 2         | --        | 5e in promotiegroep Noord met 5 clubs                                                  |
| 1987/88 | Oberliga Nord                      | III    | 13        | --        |                                                                                        |
| 1988/89 | Oberliga Nord                      | III    | 11        | --        |                                                                                        |
| 1989/90 | Oberliga Nord                      | III    | 13        | 2e ronde  | < 1. FC Köln: 2-4                                                                      |
| 1990/91 | Oberliga Nord                      | III    | 18        | --        |                                                                                        |
| 1991/92 | Verbandsliga Niedersachsen         | IV     | 8         | 2e ronde  | < SC Jülich 1910: 1-5                                                                  |
| 1992/93 | Verbandsliga Niedersachsen         | IV     | 10        | --        |                                                                                        |
| 1993/94 | Verbandsliga Niedersachsen         | IV     | 13        | --        |                                                                                        |
| 1994/95 | Oberliga Niedersachsen/Bremen      | IV     | 8         | --        |                                                                                        |
| 1995/96 | Oberliga Niedersachsen/Bremen      | IV     | 11        | --        |                                                                                        |
| 1996/97 | Oberliga Niedersachsen/Bremen      | IV     | 2         | --        |                                                                                        |
| 1997/98 | Regionalliga Nord                  | III    | 6         | --        |                                                                                        |
| 1998/99 | Regionalliga Nord                  | III    | 13        | --        |                                                                                        |
| 1999/00 | Regionalliga Nord                  | III    | 10        | --        | Herstructurering Regionalliga's van 4 naar 2 klassen                                   |
| 2000/01 | Oberliga Niedersachsen/Bremen      | IV     | 3         | --        |                                                                                        |
| 2001/02 | Oberliga Niedersachsen/Bremen      | IV     | 11        | --        |                                                                                        |
| 2002/03 | Oberliga Niedersachsen/Bremen      | IV     | 7         | --        |                                                                                        |
| 2003/04 | Oberliga Niedersachsen/Bremen      | IV     | 7         | --        |                                                                                        |
| 2004/05 | Oberliga Nord                      | IV     | 9         | --        |                                                                                        |
| 2005/06 | Oberliga Nord                      | IV     | 9         | --        |                                                                                        |
| 2006/07 | Oberliga Nord                      | IV     | 15        | --        | geen Oberliga licentie meer vanwege financiële problemen                               |
| 2007/08 | Niedersachsenliga-West             | V      | 7         | --        |                                                                                        |
| 2008/09 | Oberliga Niedersachsen-West        | V      | 14        | --        |                                                                                        |
| 2009/10 | Bezirksoberliga Hannover           | VI     | 1         | --        |                                                                                        |
| 2010/11 | Oberliga Niedersachsen             | V      | 15        | --        |                                                                                        |
| 2011/12 | Landesliga Hannover                | VI     | 5         | --        |                                                                                        |
| 2012/13 | Landesliga Hannover                | VI     | 3         | --        |                                                                                        |
| 2013/14 | Landesliga Hannover                | VI     | 1         | --        |                                                                                        |
| 2014/15 | Oberliga Niedersachsen             | V      | 10        | --        |                                                                                        |
| 2015/16 | Oberliga Niedersachsen             | V      | 10        | --        |                                                                                        |
| 2016/17 | Oberliga Niedersachsen             | V      | 11        | --        |                                                                                        |
| 2017/18 | Oberliga Niedersachsen             | V      | 7         | --        |                                                                                        |
| 2018/19 | Oberliga Niedersachsen             | V      | 6         | --        |                                                                                        |
| 2019/20 | Oberliga Niedersachsen             | V      | 11        | --        | competitie afgebroken i.v.m. coronapandemie                                            |
| 2020/21 | Oberliga Niedersachsen             | V      | --        | --        | Competitie afgebroken i.v.m. coronapandemie. Er wordt geen stand opgemaakt.            |
| 2021/22 | Oberliga Niedersachsen             | V      | 9         | --        | 5e in voorronde                                                                        |
| 2022/23 | Oberliga Niedersachsen             | V      | 11        | --        |                                                                                        |
| 2023/24 | Oberliga Niedersachsen             | V      | 14        | --        |                                                                                        |
| 2024/25 | Oberliga Niedersachsen             | V      | 17        | --        |                                                                                        |
| 2025/26 | Landesliga Hannover                | VI     | .         | --        |                                                                                        |